# Michael Ojo
Pour les articles homonymes, voir Ojo (homonymie).
Michael Olalekan Ojo, né le 5 janvier 1993 à Lagos au Nigeria et mort le 7 août 2020 à Belgrade en Serbie, est un joueur américano-nigérian de basket-ball. 
Après avoir joué au niveau universitaire américain pour les Seminoles de Florida State, il joue professionnellement pendant trois saisons pour les clubs serbes du FMP et l'Étoile rouge.

## Jeunesse
Né à Lagos, au Nigeria, Ojo est le fils d'Olayinminu Ojo. 
Ojo fréquente la Tennessee Temple Academy à Chattanooga, Tennessee. En 2012, il est nommé dans l'équipe All-American en tant que senior de l'Association nationale des athlètes chrétiens et est nommé dans l'équipe type de tous les temps du tournoi de l'Association nationale des athlètes chrétiens.
En tant que senior, ses statistiques sont en moyenne 15,0 points, 14,0 rebonds et 5,0 contres par match.

## Carrière universitaire
Ojo a fréquenté la Florida State University. Il choisit cette université plutôt que l'université Vanderbilt ou l'université du Tennessee à Chattanooga.
Il joue quatre saisons de basket-ball universitaire pour les Florida State Seminoles sous Leonard Hamilton, de 2012 à 2017. Il rate la saison 2015-2016, mais reste inscrit à l'école en tant que red shirt médicale. Par la suite, Ojo a en moyenne pour statistique 4,9 points et 3,2 rebonds par match.

## Carrière professionnelle

### FMP (2017-2018)
Le 17 août 2017, Ojo signe un contrat avec le club serbe FMP. Il fait ses débuts en Ligue ABA le 19 septembre, enregistrant 8 points et 2 rebonds, dans une défaite de 74 à 67 contre Cedevita. 
Le 20 octobre, il enregistre 11 points et 12 rebonds dans une victoire de 91 à 76 contre Zadar.
Le 3 mars 2018, il marque 19 points et enregistre 9 rebonds dans une défaite de 86 à 81 contre Petrol Olimpija. Ojo a pour statistique 11,7 points, 5,9 rebonds et 1,1 contre en 21 matchs avec FMP dans la Ligue ABA.
Il apparaît également lors de la saison 2018 dans la Ligue serbe. Le 3 mai 2018, il marque 21 points et 17 rebonds meilleures performance de la saison à chaque fois, lors d'une victoire de 87 à 82 contre le Partizan NIS. Ojo récolte en moyenne 10,4 points et 5,6 rebonds en 14 matchs en Ligue serbe. 

### Étoile rouge de Belgrade (2018-2020)
Le 18 juillet 2018, il signe un contrat de deux ans avec l'Étoile rouge de Belgrade. En début de saison, il remporte la Supercoupe de l'ABA League 2018 avec l'Étoile rouge. Au cours de la saison 2018-19, sa première avec le club, il récolte en moyenne 6,5 points et 4,5 rebonds en 16 matchs de l'EuroCoupe. Il remporte la Ligue ABA la même saison, ainsi que le championnat de la Ligue serbe.
Au cours de la saison 2019-2020, Ojo participe à 22 matchs de l'EuroLeague avec l'Étoile rouge, avec des moyennes de 4,1 points et 3 rebonds par match. Le 9 mars 2020, face au FMP, Ojo enregistre 10 points et 2 rebonds dans ce qui sera son dernier match. La saison est temporairement suspendue trois jours plus tard et définitivement annulée en mai 2020 en raison de la pandémie de COVID-19 dans toutes les compétitions auxquelles l'Étoile rouge participe. 
Pendant deux saisons, il joue avec l'Étoile rouge, participant à 108 matchs dans des compétitions régionales, nationales et européennes. 

## Palmarès
- Vainqueur de la Supercoupe de la Ligue adriatique : 2018
- Vainqueur de la Ligue adriatique : 2019
- Vainqueur du Championnat serbe : 2019

## Vie privée
Ojo portait une paire pointure 52. Nike a investi dans une machine de 15 000 $ US pour créer une chaussure parfaitement adaptée à lui.  

### Mort
Le 7 août 2020, il est décédé subitement d'une crise cardiaque lors d'un entraînement à Belgrade, en Serbie, à l'âge de 27 ans. Il s'entrainait au stade du Partizan lorsqu'il s'est effondré,,,. Le club serbe demandera une enquête des autorités concernant sa mort, il n'aurait pas eu la permission de s'entraîner, ayant été testé positif au COVID-19 en juillet.